# Биотерроризм
Биотерроризм — разновидность терроризма, заключающаяся в использовании правительством, организацией или индивидуумом биологического оружия против населения. В этом случае в качестве оружия выступают микроорганизмы или ядовитые соединения, произведённые микробами.
Биологическое оружие используется, чтобы вызвать болезнь или смерть людей, погубить скот и посевы. Как и любая другая форма терроризма, биотерроризм обычно направлен на сеяние хаоса или достижение политических целей.

## Оружие, используемое биотеррористами
Биологическое оружие может достигать столь же разрушительных целей как химическое и ядерное и при этом имеет перед ними ряд преимуществ: его производство является более дешёвым, оно может производиться даже на обычном складе или в загородном доме, его легко транспортировать, оно может быть незаметным для систем безопасности. Биологическое оружие может действовать медленнее химического, поэтому биотеррористическая атака может на ранних этапах ошибочно считаться естественной вспышкой инфекционного заболевания, что может приводить к большему количеству жертв.
К биологическому оружию, которым наиболее вероятно могут воспользоваться биотеррористы, относят возбудителей следующих заболеваний:
- оспа, вызываемая вирусом Variola,
- сибирская язва, вызываемая Bacillus anthracis,
- чума, вызываемая Yersinia pestis,

Вследствие своей мобильности и обширных поражающих возможностей (эпидемия может распространиться далеко от зоны поражения) биологическое оружие может превосходить по разрушительным способностям обычные вооружения. По оценкам правительственных учреждений США, «несколько сотен фунтов спор Bacillus anthracis, выпущенных по ветру в Вашингтоне, могут привести к болезни или смерти от сотен тысяч до миллионов людей в течение двадцати четырёх часов».
В 1972 году была подписана Конвенция о биологическом оружии, которая запрещала производство и накопление биологического оружия, однако, по мнению экспертов, несмотря на это сохраняется риск, что во многих странах может вестись несанкционированная разработка вируса оспы как биологического оружия, возможности которого изучались в том числе и террористическими организациями. Биотерроризм стоит в ряду серьёзных угроз государственной безопасности.

## Синтетические вирусы
В 2002 году в Нью-Йоркском университете был создан первый синтетический вирус полиомиелита.
В 2018 году Канадский вирусолог Дэвид Эванс получил печальную известность после эксперимента по восстановлению вируса лошадиной оспы, безопасного для человека. Для этого его команде понадобилось всего несколько лет, общедоступные генетические последовательности и коммерческие наборы для синтеза ДНК. Эванс пытался понять, может ли обычный биохакер собрать опасный вирус «на коленке». Ответ оказался неутешительным: при желании человек с навыками лаборанта сможет в простой лаборатории вернуть к жизни любой вирус, считающийся вымершим — например, натуральную оспу. Сделать это будет непросто, но возможно.
Исследование также легло в основу разработок новой вакцины. Подобно натуральной, конская оспа была полностью уничтожена, а единственный образец недоступен для исследований. Поэтому, чтобы начать эксперименты, Эвансу и его коллегам пришлось синтезировать вирус с нуля. Результатом стала вакцина против натуральной оспы TNX-801, которая уже успешно испытана на мышах.
После эксперимента с воссозданием лошадиной оспы правительства стали уделять намного больше внимания проблеме биохакеров, способных синтезировать биологическое оружие. Появились и конкретные предложения по усилению биобезопасности. 
Например, компания Ginkgo Bioworks помогла разработать специальный алгоритм, который устанавливается на устройства по синтезу ДНК. Если кто-то попытается создать геном вируса или бактерии из запрещённого списка, программа подаст сигнал тревоги.
Тем не менее, даже самых строгих мер может оказаться недостаточно. Многие эксперты уверены, что возрождение оспы — лишь вопрос времени. И чтобы встретить старого врага во всеоружии, готовиться нужно уже сейчас.

## Защита от биотерроризма
Защита от биотерроризма является сложным процессом. Традиционные методы идентификации микроорганизмов строятся на выявлении роста микробов. Среди более современных технологий и стратегий защиты выделяются генетические технологии, основанные на определении микробов через последовательность генетического материала, и позволяющие вычислить их в считанные минуты. В 2002 году эти технологии были доступны только самым современным исследовательским единицам.
К новым технологиям относят использование роботов с сенсорами или насекомых, механизированных чипами, которые позволяют в реальном времени получать информацию о потенциальных биологических угрозах. Также ведутся исследования по поиску генетических сходств у микробов, что предположительно поможет вырабатывать вакцину, которая будет давать защиту от любых бактерий определённой группы.

## Список литературы

### На русском языке
- Онищенко Г.Г., Сандахчиев Л.С., Нетесов С.В., Мартынюк Р.А. Биотерроризм: Национальная и глобальная угроза // Вестник Российской академии наук. — 2003. — Т. 73, № 3. — С. 195-204.
- Онищенко Г.Г. Противодействие биотерроризму: стратегия национального здравоохранения // Вакцинация / Биотерроризм. — 2002. — № 3.
- Сандахчиев Л. С., Мартынюк Р. А. Необходимость международного сотрудничества для успеха борьбы с инфекционными заболеваниями и биотерроризмом // Химическая и биологическая безопасность. — 2004. — № 1-2. — С. 3-8.

### На английском языке
- Hoyle B. Bioterrorism // Encyclopedia of Espionage, Intelligence, and Security. — Gale, 2004. — Vol. 1. — P. 123-125. — ISBN 0-7876-7686-1.
- Lerner K. L. Bioterrorism, Protective measures // Encyclopedia of Espionage, Intelligence, and Security. — Gale, 2004. — Vol. 1. — P. 125-127. — ISBN 0-7876-7686-1.
- Frist W.H. When Every Moment Counts: What You Need to Know about Bioterrorism from the Senates only Doctor. — Rowman & Littlefield, 2002.
- Henderson D. A., Inglesby T. V. Bioterrorism: Guidelines for Medical and Public Health Management. — American Medical Association, 2002.
- Inglesby T. V. Bioterrorist Threats: What the Infectious Disease Community Should Know about Anthrax and Plague // Emerging Infections. — American Society for Microbiology Press, 2001.
- Kaufmann A.F., Meltzer M.I., Schmid G.P. The Economic Impact of a Bioterrorist Attack: Are Prevention and Postattack Intervention Program Justifiable? // Emerging Infectious Diseases. — 1997. — № 3. — С. 83-94.